# Mina (cântăreață)
Mina Anna Maria Mazzini (n. 25 martie 1940, Busto Arsizio, Lombardia, Regatul Italiei), cunoscută cu numele de scenă Mina, este o cântăreață, actriță și prezentatoare de televiziune italiană.

## Discografie
- Tintarella di luna (1960)
- Il cielo in una stanza (1960)
- Due note (1961)
- Moliendo café (1962)
- Renato (1962)
- Stessa spiaggia, stesso mare (1963)
- Mina (1964)
- Studio Uno (1965)
- Studio Uno 66 (1966)
- Mina 2 (1966)
- Sabato sera — Studio Uno '67 (1967)
- Dedicato a mio padre (1967)
- Le più belle canzoni italiane interpretate da Mina (1968)
- Canzonissima '68 (1968)
- I discorsi (1969)
- Mina for You (1969)
- ...bugiardo più che mai... più incosciente che mai... (1969)
- Mina canta o Brasil (1970)
- ...quando tu mi spiavi in cima a un batticuore... (1970)
- Mina (1971)
- Cinquemilaquarantatre (1972)
- Altro (1972)
- Frutta e verdura (1973)
- Amanti di valore (1973)
- Mina® (1974)
- Baby Gate (1974)
- La Mina (1975)
- Minacantalucio (1975)
- Singolare (1976)
- Plurale (1976)
- Mina quasi Jannacci (1977)
- Mina con bignè (1977)
- Attila (1979)
- Kyrie (1980)
- Salomè (1981)
- Italiana (1982)
- Mina 25 (1983)
- Catene (1984)
- Finalmente ho conosciuto il conte Dracula... (1985)
- Sì, buana (1986)
- Rane supreme (1987)
- Ridi pagliaccio (1988)
- Uiallalla (1989)
- Ti conosco mascherina (1990)
- Caterpillar (1991)
- Sorelle Lumière (1992)
- Mina canta i Beatles (1993)
- Lochness (1993)
- Canarino mannaro (1994)
- Pappa di latte (1995)
- Cremona (1996)
- Napoli (1996)
- Leggera (1997)
- Mina Celentano (1998)
- Olio (1999)
- Mina Nº 0 (1999)
- Dalla terra (2000)
- Sconcerto (2001)
- Veleno (2002)
- Napoli secondo estratto (2003)
- Bula Bula (2005)
- L'allieva (2005)
- Bau (2006)
- Todavía (2007)
- Sulla tua bocca lo dirò (2009)
- Facile (2009)
- Caramella (2010)
- Piccolino (2011)
- 12 (American Song Book) (2012)
- Christmas Song Book (2013)
- Selfie (2014)
- Le migliori (2016)
- Maeba (2018)
- Mina Fossati (2019)
- Ti amo come un pazzo (2023)